# Лауреаты Премии Правительства Российской Федерации в области образования (2020)
 Лауреаты Премии Правительства Российской Федерации в области образования 2020 года — перечень 38 награждённых правительственной наградой Российской Федерации, присужденной за достижения в образовательной деятельности Распоряжением от 5 октября 2020 года №2558-р.
Награждены авторы учебников, научно-практических разработок, методических материалов и справочной литературы. Наградой отмечены работы, посвящённые художественным промыслам, вопросам подготовки кадров и персонализации обучения, тренинговым программам для соотечественников, проживающих за рубежом, охране труда и радиотехнике.

## О Премии
Премия учреждена постановлением Правительства РФ от 28 августа 2013 года N 744 в целях развития образования, создания эффективных технологий обучения и совершенствования системы премирования. Учреждено десять ежегодных премий в области образования в размере 2 млн рублей каждая.

## Лауреаты и другая информация
1. Максимович Валентине Федоровне, академику Российской академии образования, президенту федерального государственного бюджетного образовательного учреждения высшего образования «Высшая школа народных искусств (академия)», Александровой Наталье Михайловне, заведующему научно-экспериментальной педагогической лабораторией Научно-исследовательского института традиционных художественных промыслов, докторам педагогических наук, профессорам, Бесшапошниковой Юлии Авенгеровне, заведующему кафедрой, Гусевой Полине Вадимовне, ректору, Лапшиной Екатерине Александровне, заведующему кафедрой, кандидатам педагогических наук, — работникам того же учреждения, — за цикл трудов «Профессиональное образование в традиционных художественных промыслах России как фактор их сохранения и развития в регионально-исторических центрах народного искусства».
2. Пятигорской Наталье Валерьевне, заместителю директора по научной работе Института трансляционной медицины и биотехнологии Научно-технологического парка биомедицины федерального государственного автономного образовательного учреждения высшего образования Первый Московский государственный медицинский университет имени И. М. Сеченова Министерства здравоохранения Российской Федерации (Сеченовский университет), доктору фармацевтических наук, профессору, Аладышевой Жанне Игоревне, доценту кафедры, кандидату медицинских наук, Свистунову Андрею Алексеевичу, члену-корреспонденту Российской академии наук, первому проректору, доктору медицинских наук, профессору, — работникам того же учреждения; Караваевой Евгении Владимировне, заместителю проректора федерального государственного бюджетного образовательного учреждения высшего образования «Московский государственный университет имени М. В. Ломоносова», кандидату физико-математических наук, — за научно-практическую разработку «Комплекс инновационных программ подготовки кадров в области промышленной фармации для устойчивого научно-технологического развития фармацевтической отрасли».
3. Федоровой Юлии Владимировне, начальнику управления государственного автономного образовательного учреждения дополнительного профессионального образования города Москвы «Московский центр развития кадрового потенциала образования», кандидату педагогических наук, доценту, Полевичко Игорю Павловичу, заведующему сектором, Светланову Станиславу Викторовичу, начальнику отдела, Тохтуевой Светлане Юрьевне, начальнику отдела, — работникам того же учреждения, — за систему учебных пособий нового поколения для обеспечения основных и дополнительных образовательных программ общего образования.
4. Кондрашину Владимиру Анатольевичу, доценту кафедры федерального государственного казенного военного образовательного учреждения высшего образования «Михайловская военная артиллерийская академия» Министерства обороны Российской Федерации, кандидату технических наук, доценту, — за учебник «Радиотехнические системы».
5. Дмитриеву Сергею Михайловичу, ректору федерального государственного бюджетного образовательного учреждения высшего образования «Нижегородский государственный технический университет им. Р. Е. Алексеева», Тимонину Александру Семеновичу, профессору кафедры, — работнику того же учреждения; Абиеву Руфату Шовкет оглы, заведующему кафедрой федерального государственного бюджетного образовательного учреждения высшего образования "Санкт-Петербургский государственный технологический институт (технический университет)", Ветошкину Александру Григорьевичу, ведущему научному сотруднику кафедры федерального государственного бюджетного образовательного учреждения высшего образования «Пензенский государственный технологический университет», Таранцевой Кларе Рустемовне, заведующему кафедрой, — работнику того же учреждения, докторам технических наук, профессорам, — за создание высококачественных учебных изданий для системы образования Российской Федерации "Комплект учебников, учебных пособий и справочной литературы для подготовки специалистов в учреждениях высшего образования по направлению «Техносферная безопасность».
6. Пивовару Ефиму Иосифовичу, члену-корреспонденту Российской академии наук, президенту федерального государственного бюджетного образовательного учреждения высшего образования «Российский государственный гуманитарный университет», доктору исторических наук, профессору, Гущину Александру Владимировичу, доценту кафедры, Левченкову Александру Станиславовичу, начальнику управления, кандидатам исторических наук, Хановой Ирине Евгеньевне, доценту кафедры, кандидату философских наук, доцентам, — работникам того же учреждения, — за дополнительную образовательную программу "Учебно-тренинговая программа «Правовые и исторические знания как основа правозащитной деятельности соотечественников».
7. Демину Виктору Валентиновичу, первому проректору федерального государственного автономного образовательного учреждения высшего образования «Национальный исследовательский Томский государственный университет», кандидату физико-математических наук, доценту, Сухановой Елене Анатольевне, заместителю проректора, кандидату педагогических наук, доценту, Богдановой Ольге Евгеньевне, доценту кафедры, кандидату педагогических наук, Сметане Юлии Владимировне, профессору кафедры, доктору философии (PhD) , Фещенко Артему Викторовичу, старшему преподавателю кафедры, — работникам того же учреждения, — за научно-практическую разработку «Создание в общем и дополнительном образовании среды персонализации обучения в условиях сетевого взаимодействия „школа-вуз“ для развития человеческого капитала региона».
8. Габдурафиковой Анне Сергеевне, директору федерального государственного бюджетного образовательного учреждения дополнительного образования детей "Заочная физико-техническая школа "Московского физико-технического института (государственного университета)", Пиголкиной Татьяне Сергеевне, доценту кафедры федерального государственного автономного образовательного учреждения высшего образования "Московский физико-технический институт (национальный исследовательский университет)", Чивилеву Виктору Ивановичу, доценту кафедры, кандидатам физико-математических наук, Колесниковой Софии Ильиничне, старшему преподавателю кафедры, — работникам того же учреждения, Плису Валерию Ивановичу, доценту кафедры федерального государственного автономного образовательного учреждения высшего образования "Национальный исследовательский университет «Московский институт электронной техники», кандидату физико-математических наук, доценту, — за региональную систему углубленной подготовки школьников естественно-научной и технической направленности.
9. Паку Николаю Инсебовичу, заведующему кафедрой федерального государственного бюджетного образовательного учреждения высшего образования «Красноярский государственный педагогический университет им. В. П. Астафьева», доктору педагогических наук, профессору, Дорошенко Елене Геннадьевне, доценту кафедры, Хегай Людмиле Борисовне, доценту кафедры, Яковлевой Татьяне Александровне, доценту кафедры, доцентам, кандидатам педагогических наук, Ивкиной Любови Михайловне, доценту кафедры, кандидату педагогических наук, — работникам того же учреждения, — за научно-практическую разработку "Образовательная технологическая платформа «Мега-класс».